# Piombo-zirconato di titanio
Il piombo-zirconato di titanio (PZT) è un composto inorganico con formula chimica Pb[ZrxTi1-x]O3 (0≤x≤1). È un composto intermetallico altamente tossico, carcinogeno, e inquinante. Chiamato anche titanato di zirconio di piombo, è un materiale ceramico con struttura di perovskite che mostra un marcato effetto piezoelettrico, il che significa che il composto cambia forma quando viene applicato un campo elettrico. Viene utilizzato in numerose applicazioni pratiche come trasduttori ultrasonici e risonatori piezoelettrici. È un solido di colore che va dal bianco al biancastro.
Il piombo-zirconato di titanio è stato sviluppato per la prima volta intorno al 1952 presso l'Istituto di tecnologia di Tokyo. Rispetto al titanato di bario, un materiale piezoelettrico a base di ossido metallico scoperto in precedenza, il piombo-zirconato di titanio mostra una maggiore sensibilità e ha una temperatura di esercizio più elevata. Le ceramiche piezoelettriche sono scelte per le applicazioni grazie alla loro resistenza fisica, inerzia chimica e costi di produzione relativamente bassi. La ceramica PZT è la ceramica piezoelettrica più comunemente usata perché ha una sensibilità ancora maggiore, e una temperatura di esercizio più elevata rispetto ad altre ceramiche piezoelettriche.

## Proprietà elettroceramiche
Essendo piezoelettrico, il piombo-zirconato di titanio sviluppa una tensione (o differenza di potenziale) su due delle sue facce quando viene compresso (utile per applicazioni di sensori) e cambia fisicamente forma quando viene applicato un campo elettrico esterno (utile per applicazioni di attuatori). La permittività relativa del piombo-zirconato di titanio può variare da 300 a 20000, a seconda dell'orientamento e del drogaggio.
Essendo piroelettrico, questo materiale sviluppa una differenza di potenziale su due delle sue facce in condizioni di temperatura variabile; di conseguenza, il piombo-zirconato di titanio può essere utilizzato come sensore di calore. Il piombo-zirconato di titanio è anche ferroelettrico, il che significa che ha una polarizzazione elettrica spontanea (dipolo elettrico) che può essere invertita in presenza di un campo elettrico.
Il materiale presenta una permittività relativa estremamente ampia al confine di fase morfotropica (MPB) vicino a x = 0,52.
Alcune formulazioni sono ohmiche fino ad almeno 250 kV/cm (25 MV/m), dopodiché la corrente cresce esponenzialmente con l'intensità del campo prima di raggiungere l'effetto valanga (elettronica); ma il piombo-zirconato di titanio mostra una rottura dielettrica dipendente dal tempo: la rottura può verificarsi sotto stress a tensione costante dopo minuti o ore, a seconda della tensione e della temperatura, quindi la sua rigidità dielettrica dipende dalla scala temporale su cui viene misurata. Altre formulazioni hanno rigidità dielettrica misurata nell'intervallo 8–16 MV/m.

## Usi

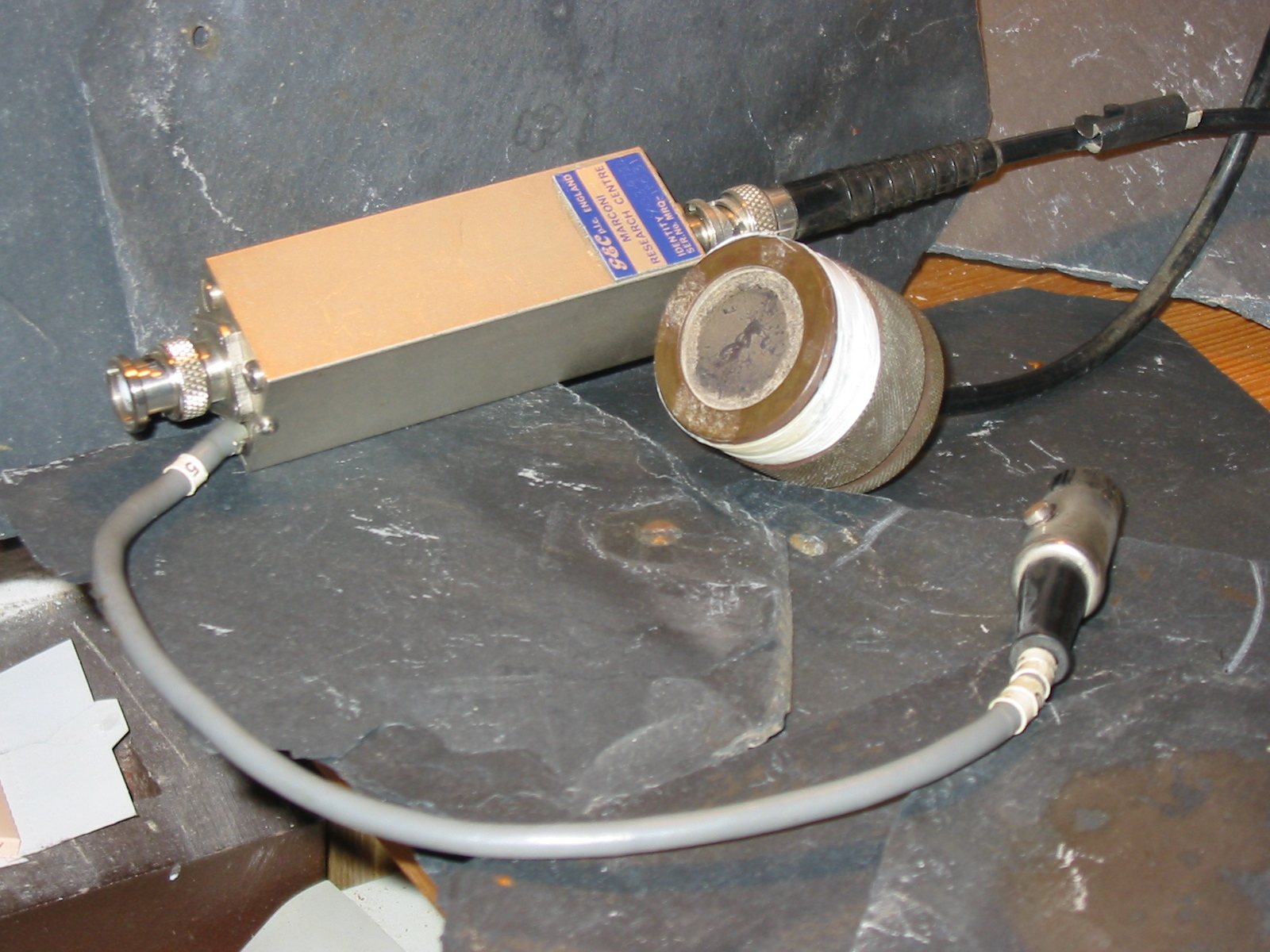
Trasduttore ad ultrasuoni in piombo-zirconato di titanio

I materiali a base di piombo-zirconato di titanio sono componenti di condensatori ceramici e attuatori (tubi) STM/AFM.
Il piombo-zirconato di titanio viene utilizzato per realizzare trasduttori a ultrasuoni e altri sensori e attuatori, nonché condensatori ceramici di alto valore e chip FeRAM. Il piombo-zirconato di titanio viene utilizzato anche nella produzione di risonatori ceramici per la temporizzazione di riferimento nei circuiti elettronici. Nel 1975 i Sandia National Laboratories hanno creato occhiali anti-flash con PLZT per proteggere l'equipaggio da ustioni e cecità in caso di esplosione nucleare. Gli obiettivi PLZT possono diventare opachi in meno di 150 microsecondi.
Commercialmente, di solito non viene utilizzato nella sua forma pura: piuttosto è drogato con accettori, che creano vacanze nell'ossigeno (anione), o donatori, che creano vacanze nel metallo (catione) e facilitano il movimento della parete del dominio nel materiale. In generale, il drogaggio dell'accettore crea piombo-zirconato di titanio duro, mentre il drogaggio di donatori crea piombo-zirconato di titanio morbido. Il piombo-zirconato di titanio duro e morbido generalmente differisce nelle loro costanti piezoelettriche. Le costanti piezoelettriche sono proporzionali alla polarizzazione o al campo elettrico generato per unità di sollecitazione meccanica, o in alternativa è la deformazione meccanica prodotta per unità di campo elettrico applicato. In generale, il piombo-zirconato di titanio morbido ha una costante piezoelettrica più elevata, ma maggiori perdite nel materiale dovute all'attrito interno. Nel piombo-zirconato di titanio duro, il movimento della parete del dominio è bloccato dalle impurità, riducendo così le perdite nel materiale, ma a scapito di una costante piezoelettrica ridotta.

## Varianti
Una delle composizioni chimiche comunemente studiate è PbZr0,52Ti0,48O3. La maggiore risposta piezoelettrica e l'efficienza di polarizzazione vicino a x = 0,52 è dovuta all'aumento del numero di stati di dominio consentiti all'MPB. A questo confine, i 6 possibili stati di dominio della fase tetragonale ⟨100⟩ e gli 8 possibili stati di dominio della fase romboedrica ⟨111⟩ sono ugualmente favorevoli energeticamente, consentendo così un massimo di 14 possibili stati di dominio.
Come il tantalato di scandio di piombo e il titanato di stronzio e bario strutturalmente simili, il piombo-zirconato di titanio può essere utilizzato per la produzione di sensori di imaging a infrarossi non raffreddati per telecamere termografiche. Vengono utilizzati sia film sottili (di solito ottenuti mediante deposizione chimica da vapore) che strutture sfuse. La formula del materiale utilizzato di solito si avvicina a Pb1,1(Zr0,3Ti0,7)O3 (chiamato piombo-zirconato di titanio 30/70). Le sue proprietà possono essere modificate drogandolo con lantanio, risultando in titanato di zirconio di piombo drogato con lantanio (piombo-zirconato di titanio, chiamato anche titanato di zirconio di piombo lantanio), con formula Pb0,83La0,17(Zr0,3Ti0,7)0,9575O3 (piombo zirconato titanato 30/17/70).